# Versicherungsmissbrauch
Versicherungsmissbrauch ist eine Straftat nach deutschem Recht, die durch § 265 StGB verboten und mit Strafe bedroht ist.
Im Gegensatz zum Versicherungsbetrug nach § 265 StGB a.F. (der seit 1. April 1998 nur noch im Regelbeispiel des § 263 Abs. 3 Nr. 5 StGB vorkommt) stellt der Versicherungsmissbrauch bereits die Vorbereitungshandlung zum Betrug unter Strafe (sogenannte Vorfeldstraftat). Diese erhebliche Ausweitung machte es notwendig, den Strafrahmen entsprechend zu senken.

## Geschütztes Rechtsgut
Das geschützte Rechtsgut ist umstritten:
Als Schutzgüter werden das Vermögen der Versicherungsgesellschaft und/oder die soziale Leistungsfähigkeit des Allgemeininteressen dienenden Versicherungswesens genannt.

## Tatbestand
Unerheblich für die Verwirklichung des Tatbestandes ist das Eigentum an der Sache, die sowohl unbeweglich wie auch beweglich sein kann. Tatsächlich muss ein Versicherungsvertrag über die betroffene Sache bestehen, nicht notwendig ist jedoch,  ob die Versicherung leistet oder nicht. Die Tathandlungen sind im Tatbestand abschließend genannt.
Auf subjektiver Seite ist neben Vorsatz auch die Absicht erforderlich, sich oder einem Dritten die Leistungen aus der Versicherung zu verschaffen. Die Rechtswidrigkeit dieses erstrebten Vorteils, also der Versicherungsleistung, ist nicht notwendig.

## Keine tätige Reue
Obwohl es sich um eine Vorfeldstraftat handelt, ist nach Vollendung keine Strafbefreiung durch tätige Reue vorgesehen.

## Versuchsstrafbarkeit
Da der Gesetzgeber den Tatbestand der Rechtsgutsverletzung weit vorgelagert ausgestaltet hat, bleibt unklar, warum noch zusätzlich nach Absatz 2 eine Versuchsstrafbarkeit eingeführt wurde.
Beispielsweise begeht  einen versuchten Versicherungsmissbrauch, wer irrig annimmt, die Sache sei versichert.

## Konkurrenzen mit anderen Delikten
Hinsichtlich der Tathandlungen kann Tateinheit mit den einschlägigen Delikten (bspw. Sachbeschädigung nach § 303 StGB) bestehen. Kommt es durch den Versicherungsmissbrauch zum Betrug, so tritt die Bestrafung wegen Versicherungsmissbrauchs aufgrund der ausdrücklichen Regelung im Gesetz (Absatz 1, letzter Halbsatz) hinter der wegen Betruges im Wege der Subsidiarität zurück. Nach dem Sinn der Vorschrift ist der Begriff der „Tat“ hier zu Gunsten des Täters weit auszulegen.